# Історії з Бара Гевагана
Історії з бара Ґаваґана — збірка фентезійних оповідань американських письменників Л. Спраг де Кемпа та Флетчера Пратта, проілюстрована дружиною останнього Інгою Пратт. Вперше вийшла у твердій палітурці у видавництві Twayne Publishers 1953 року; розширене видання, яке змінило зміст і додало частини, яких не було в першому, вийшло у твердій палітурці у видавництві Owlswick Press у червні 1978 року. Оригінальні ілюстрації були збережені в цьому виданні. 
Більшість творів були спочатку опубліковані між 1950 і 1954 роками, дванадцять у журналі Fantasy & Science Fiction, три у Weird Tales і одинадцять у першому виданні збірки; дві додаткові історії згодом з'явилися у Fantastic Universe в 1959 році, і ще одна, разом з новою післямовою, у розширеному виданні збірки в 1978 році.

## Зміст
Зміст збірки 1953 року:
1. Вступ
2. "The Gift of God" (MF&SF Win./Spr. 1950)
3. "Corpus Delectable" (1st appearance)
4. "The Better Mousetrap" (MF&SF Dec. 1950)
5. "Elephas Frumenti" (MF&SF Win./Spr. 1950)
6. "Beasts of Bourbon" (MF&SF Oct. 1951)
7. "The Love Nest" (1st appearance)
8. "The Stone of the Sages" (1st appearance)
9. "Where to, Please?" (WT Sep. 1952)
10. "The Palimpsest of St. Augustine" (1st appearance)
11. "More Than Skin Deep" (MF&SF Apr. 1951)
12. "No Forwarding Address" (1st appearance)
13. "The Untimely Toper" (MF&SF Jul. 1953)
14. "More Than Skin Deep" (MF&SF Apr. 1951)
15. "No Forwarding Address" (1st appearance)
16. "When the Night Wind Howls" (WT Nov. 1951)
17. "My Brother's Keeper" (1st appearance)
18. "A Dime Brings You Success" (1st appearance)
19. "The Rape of the Lock" (MF&SF Feb. 1952)
20. "All That Glitters" (1st appearance)
21. "Here, Putzi!" (1st appearance)
22. "Gin Comes in Bottles" (1st appearance)
23. "The Black Ball" (MF&SF Oct. 1952)
24. "The Green Thumb" (MF&SF Feb. 1953)
25. "Caveat Emptor" (WT Mar. 1953)
26. "The Eve of St. John" (1st appearance)
27. "The Ancestral Amethyst" (MF&SF Aug. 1952)